# Federación Española de Asociaciones de Amigos del Ferrocarril
La Federación Española de Asociaciones de Amigos del Ferrocarril (FEAAF), constituida en 1963, agrupa en la actualidad a la práctica totalidad de las Asociaciones de Amigos del Ferrocarril de España.

## Objeto de la FEAAF
El objeto de la Federación es agrupar a las Asociaciones de Amigos del Ferrocarril de España, desarrollando los conocimientos e innovaciones técnicas y documentales sobre este sistema de transporte. Pueden pertenecer a la Federación todas aquellas Asociaciones de Amigos del Ferrocarril existentes en España, siempre que cuenten con personalidad jurídica propia y estén inscritas en el Registro Nacional o Autonómico de Asociaciones, según su ámbito territorial.
El objetivo prioritario de la Federación es la divulgación del ferrocarril en todos sus aspectos, fomentando la afición y el apego hacia el mismo.
La Federación se encuentra inscrita en el Registro Nacional de Asociaciones del Ministerio del Interior.

## Asociaciones federadas
- ACAF Santiago – Asociación Compostelana de Amigos del Ferrocarril
- Asociación Viguesa de Amigos do Ferrocarril e Tranvías – Rías Baixas
- Asociación de Amigos del Ferrocarril de Asturias
- Don Pelayo – Asociación de Amigos del Ferrocarril de Gijón
- Sociedad Montañesa de Amigos del Ferrocarril
- Asociación de Amigos del Ferrocarril de Mataporquera
- Asociación de Amigos del Ferrocarril de Bilbao
- AAFG – Asociación de Amigos del Ferrocarril de Gipúzkoa
- BML – Amigos del Museo Vasco del Ferrocarril de EuskoTren
- ANAF – Asociación Navarra de Amigos del Ferrocarril
- Asociación Arandina de Amigos del Tren
- ASVAFER – Asociación Vallisoletana de Amigos del Ferrocarril
- ALAF – Asociación Leonesa de Amigos del Ferrocarril
- AVENFER – Asociación Venteña de Amigos del Ferrocarril
- Asociación de Amigos del Ferrocarril de La Rioja
- Asociación Zaragozana de Amigos del Ferrocarril y Tranvías
- Associació d’Amics del Ferrocarril de Valls i de l’Alt Camp
- Associació d'Amics del Ferrocarril – Reus
- Centre d'Estudis – Modelisme Vapor Barcelona
- Asafer – Associació d'Amics del Ferrocarril de Manresa
- Associació d’Amics del Ferrocarril “Valles-Fer”
- AAFCB – Asociación de Amigos del Ferrocarril de Barcelona
- Eurofer – Amics del Ferrocarril
- ASAFEGI – Associació d’Amics del Ferrocarril de les Comarques Gironines
- AFM – Amics del Ferrocarril de Martorell
- Amics del Ferrocarril del Masnou -AFEM
- AFB – Agrupament Ferroviari de Barcelona
- Agrupació Amics del Tren. TEIA-Maresme
- APPFI – Asociación para la Preservación del Patrimonio Ferroviario e Industrial de Móra la Nova
- Associació d’Amics del Ferrocarril de Badalona. Agrupación 5ª Zona
- Afevi – Amics del Ferrocarril de Vilanova i la Geltrú
- AFEMAT – Asociación de Amigos del Ferrocarril de Las Matas
- AAFEP – Asociación de Amigos del Ferrocarril “El Platanito”
- AREMAF – Asociación Madrileña para la Restauración de Material Ferroviario
- Asociación Ferroviaria Jarama
- Centro de Iniciativas Ferroviarias Vapor Madrid
- Asociación de Amigos del Ferrocarril de Madrid
- Asociación de Amigos del Tren de Jardín de Collado Villalba
- CiMaF – Círculo Madrileño Ferroviario
- Asociación Alcarreña de Amigos del Ferrocarril
- AAFA – Asociación de Amigos del Ferrocarril de Alcázar de San Juan
- El Trenillo – Asociación Valdepeñera de Amigos del Ferrocarril
- Asociación Cultural Ferrocarril de Farja
- Associació Alacantina d’Amics del Ferrocarril
- CFVRT – Centro Ferroviario Vaporista de Riba-Roja de Túria
- AVAF – Asociación Valenciana de Amigos del Ferrocarril
- AAFCAS – Asociación de Amigos del Ferrocarril de Castellón
- CFB – Asociación Cultural Ferroviaria de Burjassot
- Asociación Extremeña de Amigos del Ferrocarril
- AJAF – Asociación de Amigos del Ferrocarril de Jaén
- AAFC – Asociación de Amigos del Ferrocarril Cuenca Minera de Río Tinto
- ASAFAL – Asociación de amigos del ferrocarril de Almería
- AXAF – Asociación Xerezana de Amigos del Ferrocarril
- ALBAF – Asociación de Linares-Baeza de Amigos del Ferrocarril
- PIAF – Plataforma Internauta de Amigos del Ferrocarril
- CHAFER – Club Hispalense de Aficionados al Ferrocarril
- AGRAFT – Asociación Granadina de Amigos del Ferrocarril y del Tranvía
- ACAF – Asociación Cultural Cordobesa de Amigos del FC
- AMAF – Asociación Malagueña de Amigos del Ferrocarril
- ASAF – Asociación Sevillana de Amigos del Ferrocarril
- AMAF – Asociación Murciana de Amigos del Ferrocarril
- Associació d'Amics del Ferrocarril de Balears